# Шамолин, Дмитрий Вадимович
Дмитрий Вадимович Шамолин (род. 3 мая 1972, Москва, СССР) — советский и российский хоккеист.

## Биография
Воспитанник хоккейного клуба «Спартак» Москва. В сезоне 1988/89 дебютировал в чемпионате СССР. Провёл в команде 8 сезонов подряд, с 1988 по 1996 год, лишь в 1990 отыграл часть сезона за липецкий «Трактор». В 1996 году уезжал в Швейцарию, выступал за команду «Фрибур-Готтерон». В сезоне 1997/98 вновь выступал за «Спартак». Затем снова вернулся в Швейцарию, где с 1998 по 2003 выступал за различные клубы первой и второй лиги. В 2003 году подписал контракт с воскресенским «Химиком». Сезон 2005/06 провёл в московских «Крыльях», затем ещё один сезон — в «Химике». В 2007 году заключил контракт с тольяттинской «Ладой», но отыграв в сезоне всего 7 матчей, вернулся в воскресенскую команду. В сезоне 2008/09 дебютировал за «Химик» в Континентальной хоккейной лиге. В 2010 году провёл один сезон за «Крылья Советов» во второй лиге, после чего завершил карьеру игрока.